# 王河 (山东)
王河古称万岁河。是中国胶东半岛的一条河流。

## 概况
发源于莱州市三元乡金石山和鹏鹤顶之间，流经三元、驿道、苗家、平里店、过西等乡镇境内，在三山岛注入渤海，全长31公里，流域面积312平方公里。为山溪性河流，上游为山区，中游为丘陵，下游为平原，河床宽50～100米。